# Хронологія Євпаторії

## До нашої ери
- VI—V ст. до н. е. — На місці сучасної Євпаторії грецькі колоністи заснували факторію (торгову базу), а потім поліс (місто, незалежне від метрополії) Каркінітиду. Перші письмові відомості про місто належать Гекатею Мілетському, пізніше про нього згадують Геродот, Птолемей, Арріан. Назва Каркінітида (надалі Керкінітида) відбулася, як припускають, від імені Каркіна — засновника міста. Каркінітида була великим землевласницьким і торговим центром Північно-західного Криму; підтримувала економічні і культурні зв'язки з Афінами, Синопою, Родосом, Гераклеєю, Херсонесом, Пантікапеєм.
- IV—III ст. до н. е. — Втративши незалежність, Керкінітида в IV ст. до н. е. увійшла до складу сільськогосподарської округи (хори) античного Херсонеса, для якої мала важливе торговельне і стратегічне значення. Місто перетворене на фортецю. Удосконалюється будівельна справа, зводяться багаті будинки, чеканиться власна монета.
- 110-109 рік до н. е. — Керкінітида завойована скіфами. У кінці II ст. до н. е. понтійський полководець Діофант відвоював місто. Надалі Керкінітида неодноразово була атакована скіфами.

## 1—15 століття
- I—III ст. н. е. — Місто увійшло до складу Римської держави.
- III ст. н. е. — Вторгнення готів до Криму. Керкинітида повністю зруйнована.
- IV—XV ст. — Крим атакований гунами, печенігами, хозарами, половцями. На місці Керкінітиди в VIII—X ст. існувало невелике поселення. У X—XII ст. цей район освоювали переселенці з Київської Русі.
- 1475 — Вторгнення турків-османів до Криму.
- Кінець XV ст. — На місці Керкінітиди турки заснували місто-фортецю Гезльов (у російських літописах — Козлов). «Гезльов» у перекладі означає «сто очей», «око-будинок» або походить від турецького слова «гезле» — наглядай, спостерігай.

## 16—18 століття
- XVI—XVIII ст. — Гезльов — одне із значних міст Кримського ханства, за кількістю будинків поступався тільки Бахчисараю, був великим центром торгівлі, зокрема работоргівлі. На фортецю неодноразово здійснювали походи запорізькі козаки з метою звільнення невільників. До нашого часу збереглися споруди — мечеть Джума Джамі (Ханська мечеть), Текіє дервішів, турецька лазня, житлові будинки караїмів.
- 1675 — під час походу місто здобули загони запорозького кошового Івана Сірка.
- Кінець XVII — початок XVIII ст. — Боротьба Росії за вихід до Чорного моря і приєднання Криму.
- 1736, 1771 — Гезльов завойовували російські війська, у складі яких воювали запорізькі козаки.
- 8 лютого 1784 — Після приєднання Криму до Росії (1783), Гезльов перейменований на Євпаторію, йому наданий статус міста, повіту. Назва походить від грецького слова «евпатрис» — народжена славним батьком, благородна.
- 1798 — Євпаторійська пристань отримала право на безмитне ввезення і вивіз товарів (порто-франко).

## 19 століття
- На початку XIX ст. — У місті споруджений порт, що незабаром став одним з найбільших у Криму. Євпаторія стала відома знаменитими торговими ярмарками, мала понад тисячу усіляких лавок і близько 20 гостинних дворів для розташування торговців і зберігання їх товарів.
- 1815 — Відкрито училище, повіту, на 30 місць.
- 1834 — Пробурений перший артезіанська свердловина.
- Середина 40-х XIX ст. — У Євпаторії проживає близько 11 тисяч осіб, є 30 майстерень.
- 1840 — Почато будівництво міської набережної.
- 1854 — Побудована земська лікарня.
- 1853—1856 — Кримська війна. Місто окуповане англо-франко-турецькими військами й перетворене в зміцнену військову базу. Безуспішний штурм Євпаторії російськими військами (1855).
- 1866 — Відкрита перша бібліотека «Євпаторійська громадська читальня».
- 1867 — Затверджено перший генеральний план забудови міста.
- Кінець XIX ст. — Соляні промисли Євпаторії дають 36 % загальної кількості солі, що видобувається в Криму. Розвивається борошномельна промисловість, став до ладу цегляно-черепичний завод, розпочато інтенсивний видобуток каменю-черепашника в Мамайських каменоломнях.
- 1886 — На березі Мойнакського озера споруджена приватна «Рапо- і грязелікувальна установа»
- 1891 — Обладнана перша в місті метеорологічна станція. Почата забудова дачами території між старою частиною міста і Мойнакським озером. Завершено благоустрій Приморського бульвару (сад ім. Караєва).

## 20 століття
- 1903 — Побудований чавунолітейний завод.
- 1904 — У Євпаторії діяли 4 православних церкви, 14 мечетей, костел, 4 синагоги, 2 чоловічих і одна жіноча гімназії.
- 1905 — Побудований перший приватний санаторій «Приморський». Жителі Євпаторії взяли участь у загальному страйку.
- 1910 — Відкритий міський театр. Гастролі трупи Петербурзького Олександринського театру.
- 1914 — У місті прокладено трамвайні колії від центру до грязелікувальниці. З початком Першої Світової Війни в Євпаторії відкриті військові шпиталі.
- 1915 — Підведена залізнична гілка Сарабуз—Євпаторія, яка з'єднала Євпаторію з магістраллю Севастополь—Москва.
- 1918 — В Євпаторії проголошена Радянська влада. Місто окуповане німецькими військами.
- 1920 — В Євпаторії поновлена Радянська влада.
- 1921 — Заснований краєзнавчий музей.
- 1924 — Пройшла перша науково-практична конференція лікарів, присвячена проблемам курортології.
- 1926 — На базі санаторія «Таласса» заснована перша в СРСР біокліматична станція.
- 1932 — Введена в дію нова водогрязелікарня «Мойнаки».
- 1940 — У місті діють 36 санаторіїв і будинків відпочинку, 17 дитячих санаторіїв.
- 1941 — Населення Євпаторії становить 47 000 осіб.
- 31 жовтня 1941—13 квітня 1944 — Євпаторія окупована німецько-фашистськими військами.
- 1953 — Зведено нову будівлю залізничного вокзалу.
- 1965 — Споруджений морський вокзал.
- 1966 — Здана в експлуатацію свердловина термальної мінеральної води «Мойнаки».
- 1977 — У місті проживають 100 000 осіб.
- 1979 — Побудована загальнокурортна водолікарня. Створений філіал Центрального науково-дослідницького інституту курортології і фізіотерапії.
- 1985 — 1-й дитячий музичний фестиваль.
- 1991 — 1-й Міжнародний фестиваль дитячих театрів.
- 1995 — Відкрита регулярна морська лінія Євпаторія—Стамбул.
- 1997 — Указом Президента України місту Євпаторії наданий статус Всеукраїнської дитячої здравниці.

## 21 століття
- 2001 — Населення Євпаторії становить 105 900 осіб.
- 2007 — Євпаторійською міською радою прийнято рішення «Про затвердження стратегічного плану економічного і соціального розвитку міста Євпаторія на період до 2015 року».
- 2008 — У результаті вибуху газових балонів обрушилися 2 під'їзди будинку № 67 по вулиці Некрасова, загинуло 27 чоловік.
- 2014 — окупована російськими військами, а 18 березня - анексована Російською федерацією.